# 桑德克里克鎮區 (愛荷華州尤寧縣)
桑德克里克鎮區（英語：Sand Creek Township）是位於美國愛荷華州猶尼昂縣的一個行政鎮區。

## 地方資料
根據2010年美國人口普查的數據，桑德克里克鎮區的面積為91.68平方千米，當中陸地面積為91.29平方千米，而水域面積為0.39平方千米。當地共有人口243人，而人口密度為每平方千米2.65人。